# Anna Hall
Anna Hall (23 maart 2001) is een Amerikaanse atlete, die zich heeft toegelegd op de meerkamp. Daarnaast komt ze vooral goed uit de voeten op de 400 m vlak en de 400 m horden. Op de zevenkamp veroverde zij brons op de wereldkampioenschappen van 2022 en zilver op die van 2023. Op de vijfkamp is zij houdster van het Noord- en Midden-Amerikaanse indoorrecord. Zij is de enige vrouw die op de zevenkamp een score van boven de 6700 punten heeft gerealiseerd en tevens een 400 m horden binnen de 55 seconden heeft gelopen. Op de zevenkamp is zij tweevoudig Amerikaans kampioene en veroverde zij ook de NCAA-titel.

## Biografie

### Sportieve jeugd en eerste successen
Hall groeide op in Highlands Ranch, Colorado en maakte deel uit van een gezin met vier dochters, waarvan zij de derde was. Zowel haar ouders als haar zusters waren allemaal erg sportief en beoefenden verschillende sporten, waaronder atletiek. Zelf deed Anna al vanaf haar zevende aan hardlopen en hoogspringen, maar aangezien zij in de bergen woonde, skiede ze ook veel. Daarnaast deed zij aan voetbal, volleybal, lacrosse, hockey en ’s zomers aan waterpolo.
Tijdens haar Highschool-jaren veroverde Hall tussen 2017 en 2019 diverse titels op de vijfkamp en bij het hoogspringen en vestigde nationale highschoolrecords op de vijfkamp bij de junioren en op de zevenkamp. Als zeventienjarige maakte zij haar internationale debuut op de wereldkampioenschappen U20 van 2018 in het Finse Tampere, waar zij op de zevenkamp negende werd tussen atletes die een tot twee jaar ouder waren. Het jaar daarop werd zij, zeventien jaar nog,  derde op de vijfkamp tijdens de Amerikaanse indoorkampioenschappen voor senioren en won zij de titel op de zevenkamp tijdens de Pan-Amerikaanse U20 kampioenschappen.

### Prestaties tijdens studiejaren
Hierna ging Hall studeren aan de Universiteit van Georgia, waar zij toetrad tot de Georgia Bulldogs, de atletiekteams van de universiteit. Tussen 2019 en 2021 behaalde zij diverse aansprekende resultaten voor de Bulldogs in de NCAA-competitie, maar meed in 2021 de zevenkamp om zich op de Olympic Trials in juni van dat jaar te kunnen concentreren op de 100 m horden, waarop zij zich wilde kwalificeren voor de uitgestelde Olympische Spelen in Tokio. Een ongelukkige val tijdens die hordenrace, waarbij zij een voetwortelbeentje brak, trok echter een dikke streep door haar olympische droom. Ze onderging een voetoperatie, waarbij een schroef in haar voet werd gezet en ze tot oktober niet mocht lopen. Intussen liet zij zich vanwege een trainerswisseling bij de Bulldogs overschrijven naar de Universiteit van Florida.

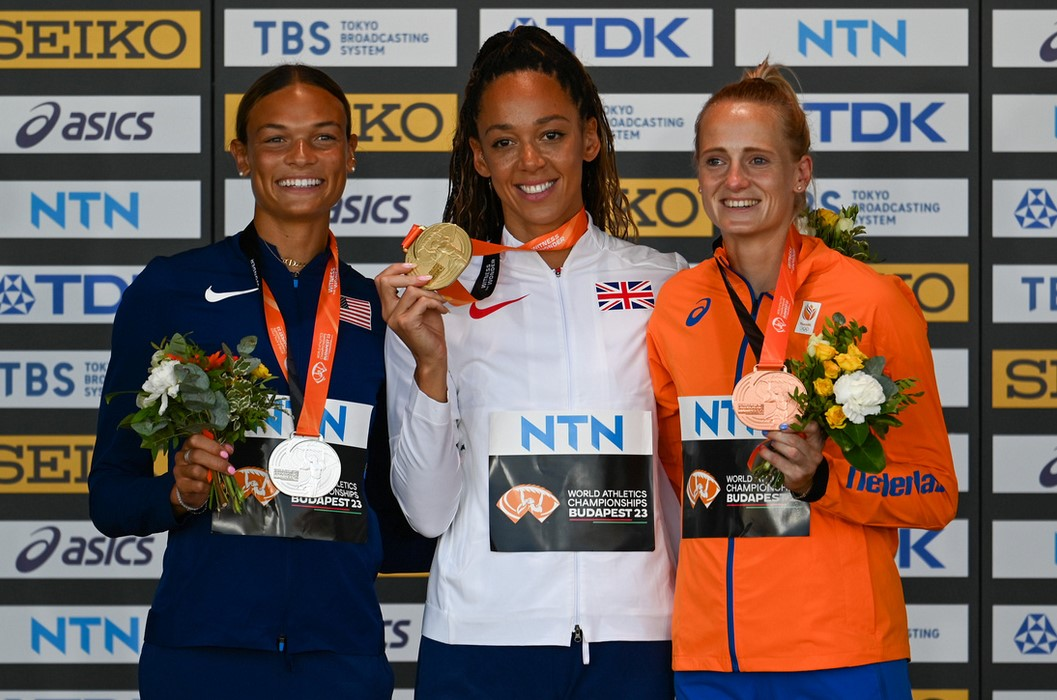
Het podium op de zevenkamp van de WK 2023.

In 2022 kwam Hall, inmiddels hersteld van haar voetblessure, uit voor de Florida Gators, het atletiekteam van haar nieuwe universiteit. Reeds in februari scoorde zij op de vijfkamp een PR van 4618 punten, won zij binnen de NCAA-competitie zowel indoor de titel op de vijfkamp als outdoor op de zevenkamp, hielp zij de Gators als team aan hun eerste NCAA-indoortitel in 30 jaar en had zij met prima prestaties op de 400 m horden en de 800 m ook een flink aandeel in de eerste NCAA-outdoor teamoverwinning van de Gators ooit.

### Brons op WK 2022
In juli 2022 nam Hall deel aan de wereldkampioenschappen in Eugene, waar zij op de zevenkamp derde werd achter Nafissatou Thiam en Anouk Vetter met een totaal van 6755 punten, een verbetering van haar PR met bijna 300 punten. Het was de beste prestatie op de zevenkamp van een Amerikaanse atlete sinds 1993 en de eerste medaille in deze discipline  van een Amerikaanse in 20 jaar.

## Titels
- Amerikaans kampioene zevenkamp – 2022, 2023
- NCAA-kampioene zevenkamp – 2022, 2023
- Amerikaans indoorkampioene 400 m – 2023
- Amerikaans indoorkampioene vijfkamp – 2023
- NCAA-indoorkampioene vijfkamp – 2022
- Pan-Amerikaans U20 kampioene zevenkamp - 2019
- Amerikaans U20 kampioene zevenkamp - 2018, 2019

## Statistieken

### Persoonlijke records
Outdoor
| Onderdeel    | Prestatie | Wind (m/s) | Datum              | Plaats   |
| ------------ | --------- | ---------- | ------------------ | -------- |
| 200 m        | 22,88     | +0,1       | 27 mei 2023        | Götzis   |
| 400 m        | 50,82     |            | 9 juni 2023        | Parijs   |
| 800 m        | 2.01,23   |            | 1 juni 2025        | Götzis   |
| 100 m horden | 12,75     | +0,7       | 27 mei 2023        | Götzis   |
| 400 m horden | 54,42     |            | 2 juni 2023        | Florence |
| hoogspringen | 1,95      |            | 31 mei 2025        | Götzis   |
| verspringen  | 6,54      | +1,2       | 28 mei 2023        | Götzis   |
| kogelstoten  | 14,86     |            | 31 mei 2025        | Götzis   |
| speerwerpen  | 46,16     |            | 1 juni 2025        | Götzis   |
| zevenkamp    | 7032      |            | 31 mei/1 juni 2025 | Götzis   |

Indoor
| Onderdeel    | Prestatie | Datum            | Plaats          |
| ------------ | --------- | ---------------- | --------------- |
| 60 m         | 7,77      | 17 januari 2019  | Golden          |
| 400 m        | 51,03     | 18 februari 2023 | Albuquerque     |
| 800 m        | 2.05,33   | 25 februari 2022 | College Station |
| 60 m horden  | 8,04      | 16 februari 2023 | Albuquerque     |
| hoogspringen | 1,91      | 16 februari 2023 | Albuquerque     |
| verspringen  | 6,34      | 16 februari 2023 | Albuquerque     |
| kogelstoten  | 13,80     | 16 februari 2023 | Albuquerque     |
| vijfkamp     | 5004 (AR) | 16 februari 2023 | Albuquerque     |

### Opbouw persoonlijk record meerkamp en potentieel record op basis van persoonlijk records
In de tabel staat de uitsplitsing van het persoonlijk record op de zevenkamp. In de kolommen ernaast staat ook het potentieel record, met alle persoonlijke records op de losse onderdelen en de bijbehorende punten.
|              | Uitsplitsing PR | Uitsplitsing PR | Uitsplitsing PR |              | Potentieel record | Potentieel record |
| Onderdeel    | Prestatie       | Wind (m/s)      | Punten          | Pers. record | Punten            |                   |
| ------------ | --------------- | --------------- | --------------- | ------------ | ----------------- | ----------------- |
| 100 m horden | 13,19           | -1,0            | 1096            | 12,75        | 1162              |                   |
| hoogspringen | 1,95            |                 | 1171            | 1,95         | 1171              |                   |
| kogelstoten  | 14,86           |                 | 852             | 14,86        | 852               |                   |
| 200 m        | 23,37           | +0,5            | 1042            | 22,88        | 1091              |                   |
| verspringen  | 6,44            | -0,1            | 988             | 6,54         | 1020              |                   |
| speerwerpen  | 46,16           |                 | 786             | 46,16        | 786               |                   |
| 800 m        | 2.01,23         |                 | 1097            | 2.01,23      | 1097              |                   |
| Puntentotaal |                 |                 | 7032            |              | 7179              |                   |

## Palmares

### 400 m
- 2023:  Amerikaanse indoorkampioenschappen - 51,03 s

Diamond League-resultaten
- 2023: 7e Meeting de Paris - 50,82 s

### 400 m horden
Diamond League-resultaten
- 2023:  Golden Gala - 54,42 s
- 2023: 5e Bislett Games - 55,28 s

### vijfkamp
- 2019:  Amerikaanse indoorkampioenschappen - 4302 p p
- 2022:  NCAA-indoorkampioenschappen - 4586 p
- 2023:  Amerikaanse indoorkampioenschappen - 5004 p (AR)

### zevenkamp
- 2019:  Pan-Amerikaanse U20 kampioenschappen - 5847 p
- 2022:  Amerikaanse kampioenschappen - 6458 p
- 2022:  NCAA-kampioenschappen - 6385 p
- 2022:  WK - 6755 p
- 2023:  Hypomeeting - 6988 p
- 2023:  Amerikaanse kampioenschappen - 6677 p
- 2023:  WK - 6720 p
- 2025:  Hypomeeting - 7032 p